# Ricardo López Dusil
Ricardo López Dusil (n. en 1954 en Buenos Aires, Argentina) es periodista y autor de un libro sobre el diálogo intercultural. 

## Trayectoria
Se dedicó al periodismo desde 1977. Se desempeñó en el diario La Nación, de cuya sección Internacionales fue editor durante más de una década.
Ha colaborado en diversos medios locales y extranjeros, como 
- Clarín,[1]
- BBC.[2][3]

En La Nación (Argentina) se especializó en temas de Medio Oriente y África y ha sido enviado especial de ese diario a Israel, Irak, Argelia y otros países.[cita requerida]

## Libros
Es autor del libro "Todos bajo un mismo cielo – Diálogos entre las culturas católica, judía y musulmana" (Edhasa, Buenos Aires 2005, ISBN 950-9009-42-3), en el que entrevista al presbítero Guillermo Marcó, el rabino Daniel Goldman y el dirigente musulmán Omar Abboud. Esta obra fue declarada de interés el 19 de septiembre de 2005 por resolución de la Secretaría de Culto, perteneciente a la Cancillería argentina.